# Шишманян, Мирон Константинович
Мирон Константинович Шишманян (арм. Միրոն Շիշմանյան, 14 июня 1956 — Ленинград) — армянский политический и государственный деятель.
- 1973 — окончил среднюю школу в Ленинграде.
- 1973—1979 — приборостроительный факультет Ленинградского кораблестроительного института.
- 1977—1979 — работал в Ленинградском обкоме комсомола.
- 1979—1988 — был направлен на работу в Ленинградское предприятие «ЭРА» помощником мастера, мастером, старшим мастером, начальником участка, ответственным сдатчиком спец. заказов, начальником технического бюро предприятия, затем начальником производства.
- 1989—1991 — главный энергетик монтажного поезда «Ленинградарнстрой».
- С 1991 — работал в министерстве экономики Армении на разных должностях.
- 1993—1995 — был министром энергетики Армении.